# Krewki pocałunek
Krewki pocałunek (ang. Kissing Cousins) – amerykańska komedia z roku 2008 w reżyserii Amyn Caderali z Samratem Chakrabarti i Rebeccą Hazlewood w rolach głównych.
Romantyczna komedia opowiadająca o Amirze (Samrat Chakrabarti) – którego pracą jest zawodowe łamanie serc. Amir sam już zapomniał o miłości, empatii i współczuciu. Spotyka jednak swoją kuzynkę Zarę (Rebecca Hazlewood), która przywraca mu zdolność odczuwania tych emocji. Ich związek nie jest jednak możliwy z powodu, iż Amir z Zarą są blisko spokrewnieni.

## Główne role
- Samrat Chakrabarti – Amir
- Rebecca Hazlewood – Zara
- Rachael C. Smith – Bridget
- P.J. Byrne – Tucker
- Zack Ward – Charlie
- Nikki McCauley – Tina
- Amy Rider – Toyoka
- Lauren Stamile – Liza
- Jaleel White – Antwone
- Gerry Bednob – Pan K
- Anoush NeVart – Pani K
- Meena Kumari – Jasmine
- David Alan Grier – Griller